# Eric Idle
Eric Idle (n. 29 martie 1943, South Shields, Anglia, Regatul Unit) este un actor, comic, scriitor și compozitor de cântece comice britanic. A fost scenarist și actor în cadrul faimosului grup britanic de umor Monty Python.

## Tinerețe
Idle s-a născut în South Shields, Tyne and Wear (pe atunci County Durham) și în Harton Village, fiul Norei Barron (Sanderson) și al lui Ernest Idle. Tatăl său luptase în cadrul Forțelor Aeriene Regale, fiind un supraviețuitor al celui de-al doilea război mondial, care însă și-a pierdut viața într-un accident de mașină la scurt timp după întoarcerea acasă. Mama sa a fost obligată să muncească și să se ocupe singură de educația lui Eric, astfel încât, pe când avea șapte ani, Eric a fost înscris la internatul Royal Wolverhampton School.
Școala fusese inițial un orfelinat din era victoriană, și pe vremea lui Eric era o fundație caritabilă care se dedica îngrijirii copiilor care își pierduseră unul sau ambii părinți. Elevii de acolo, majoritatea copii ai soldaților englezi decedați, încă numeau școala „Ophney”.
Idle a declarat: „A fost un mediu dur și abuziv pentru un copil. M-am obișnuit să înfrunt grupuri de băieți și să îmi continui viața și când treceam prin situații neplăcute, să fiu inteligent, amuzant și subversiv pe seama autorității. Un antrenament perfect pentru Python”.
Idle a mai declarat că cele două lucruri care făceau viața suportabilă era să asculte Radio Luxembourg sub pături și să urmărească echipa de fotbal locală, Wolverhampton Wanderers. În ciuda acestui fapt, îi displăceau celelalte sporturi și obișnuia să se strecoare afară din școală în fiecare joi după-masa, pentru a merge la cinematograful din localitate. A fost prins urmărind filmul interzis minorilor BUtterfield 8, și drept pedeapsă nu a mai fost monitor al elevilor, deși pe atunci ajunsese deja reprezentantul elevilor. Mai târziu Idle a fost un susținător al Campaniei pentru Dezarmarea Nucleară, și a participat în anualul Marș Aldermaston.
Idle susține că nu erau prea multe lucruri de făcut la școala lui, astfel încât a învățat bine din plictiseală. „Plictiseala” i-a adus un loc la Universitatea Cambridge.

## Cariera de comic

### Viața universitară și comedia
Idle a studiat engleză la Pembroke College, în cadrul Universității Cambridge. Acolo a fost invitat să se înscrie în prestigiosul Cambridge University Footlights Club, de către președintele Tim Brooke-Taylor și membrul Bill Oddie. În perioada în care s-a înscris Idle, ceilalți membri îi includeau pe John Cleese și Graham Chapman, și ei studenți la Cambridge. Idle a devenit președinte la Footlights în 1965. 

### Înainte dePython
Idle a apărut în serialul de comedie pentru copii Do Not Adjust Your Set, alături de Terry Jones și Michael Palin (amândoi foști studenți la Oxford). Terry Gilliam s-a ocupat de animații pentru spectacol. Alți actori britanici implicați au fost David Jason și Denise Coffey.

### Monty Python
Idle a fost mulțumit să adopte rolul de singuratic al grupului, preferând să scrie singur, în ritmul său, deși uneori a fost dificil să prezinte material celorlalți și să-l facă să pară amuzant fără contribuția unui partener. Cleese a admis că asta era pe undeva nedrept - când echipa vota care sketchuri urmau să apară în spectacol, el avea un singur vot - dar tot Cleese afirmă că Idle era o persoană independentă, care lucra cel mai bine singură. Însuși Idle a admis că asta era uneori dificil: „Trebuia să îi convingi pe alți cinci. Și nici nu erau cei mai puțini egoiști dintre scriitori”.   
Munca lui Idle la Python este caracterizată de obicei ca o obsesie cu limbajul și comunicarea: multe dintre personajele sale au particularități verbale, precum omul care vorbește în anagrame, omul care rostește cuvintele în ordinea greșită, sau măcelarul care este în mod alternativ obraznic și politicos de fiecare dată când rostește o replică. Mai multe dintre sketchurile sale includ monologuri extinse (de exemplu omul care nu încetează să vorbească despre experiențele anterioare neplăcute din vacanțe), și de multe ori a parodiat limbajul nenatural și tiparele verbale ale prezentatorilor de televiziune. De asemenea, împreună cu Michael Palin, este maestrul personajelor nesincere, de la David Frost-esqueul Timmy Williams, la Stig O'Tracy, care încearcă să justifice faptul că liderul crimei organizate, Dinsdale Piranha, îi bătuse capul în cuie pe podea.  
Unul dintre cei mai tineri membri ai echipei - un an în urma lui Cleese și Chapman la Cambridge, Idle a avut spiritul cel mai apropiat de studenții și adolescenții care constituiau în mare parte nucleul de fani ai Pitonilor. Nu este astfel de mirare că sketchurile Pitonilor care au în vedere mai mult muzica pop, permisivitatea sexuală și drogurile recreaționale sunt opera lui Idle, de multe ori fiind caracterizate de un subtil dublu înțeles, referințe sexuale și teme indecente - cea mai faimoasă este „Nudge Nudge”. Eric Idle a scris inițial „Nudge, Nudge” pentru Ronnie Barker, dar a fost respins fiindcă „nu era nicio glumă în cuvinte”.
Chitarist competent, Idle a compus cele mai cunoscute cântece ale grupului, inclusiv „Always Look on the Bright Side of Life” („Privește mereu partea bună a vieții”) din actul de închidere al „Vieții lui Brian”, care a devenit o operă emblematică pentru Pitoni. A fost de asemenea responsabil de Galaxy Song din „The Meaning Of Life” („Sensul vieții”), și, (împreună cu Cleese) de „Eric The Half-A-Bee”, un cântec straniu care a fost inclus inițial în „Monty Python's Previous Record” („Discul anterior al lui Monty Python”).

## Filmografie
- Monty Python’s Life of Brian (1979)
- Vacanță prin Europa (1985)
- Casper (1995)
- Sabia magică (1998)
- Dudley Do-Right (1999)
- Vacanță de Crăciun 2 (2003)